# James Last
James Last (rođen kao Hans Last, Bremen, 17. travnja 1929. — Palm Beach, Florida, 9. lipnja 2015.), njemački glazbenik, skladatelj, aranžer i dirigent big banda.

## Biografija
Last je s 12 godina počeo učiti svirati klavir. Sve civilne škole u to su vrijeme bile zatvorene, pa se s 14 godina natjecao i bio primljen u Vojnu muzičku školu njemačkog Wehrmachta u Frankfurtu na Majni, gdje su za njega izabrali fagot. U zračnom napadu zgrada škole je srušena, pa je škola premještena u Bückeburg. Tu je od ponuđenih raspoloživih instrumenata odabrao kontrabas.
Njegovo školovanje za kapel-majstora prekinuto je travnja 1945. zatvaranjem škole. Vratio se kući u Bremen, koji je nakon pada nacista bio prvo pod britanskom, a zatim pod američkom upravom. Za čokoladu i cigarete svirao je klavir u improviziranom plesnom klubu. Amerikanci su za njega konfiscirali bas, na kome se on isticao sviranjem. Iz tog vremena potiče njegov prvi aranžman glazbe za film The Hunters (Lovci).
Godine 1946. pridružio se plesnom orkestru Hansa Gunthera Österreicha na radio Bremenu, a 1948. postao je vođa ansambla Last-Becker. Za vrijeme 7 godina postojanja tog ansambla, Last je tri godine uzastopno (1950. – 1952.) bio najbolji basist u zemlji po glasovima tada popularnog njemačkog časopisa za muškarce Die Gondel, a 1953. na jazz festivalu u Frankfurtu na Majni izabran je u sastav German All Stars.
Nakon raspada ansambla Last-Becker, postao je aranžer izdavačke kuće Polydor Records, kao i brojnih europskih radio stanica. Tijekom sljedećeg desetljeća pomagao je u aranžiranju uspješnica za razne izvođače, kao npr. Helmut Zacharias i Caterina Valente.

## Djelo
Prve 2 LP ploče koje je Hans Last izdao pod svojim imenom su Die gab’s nur einmal (1963.) i Die gab’s nur einmal Folge 2 (1964.), a sadržavale su potpuri šlagera iz 1940-ih i 1950-ih. Izdao je još i jednu LP ploču pod imenom Orlando, Musikalische Liebesträume 1963., koja je sadržavala klasičnu glazbu.
Zbog izlaska na svjetsku scenu, 1965. mijenja ime u James Last i tada počinje njegov put prema slavi.
Prva njegova uspješnica bila je album iz 1965., Non-Stop Dancing. Sadržavao je potpuri popularnih pjesama povezanih kontinuiranim plesnim ritmom i žamorom oduševljene publike. Zahvaljujući tom albumu postao je glavna europska zvijezda. Također je izdao i seriju od 9 albuma Classics Up To Date, aranžmane klasične glazbe s gudačkim instrumentima, ritmom i mumljajućim zborom. Tijekom sljedeća 4 desetljeća Last je izdao preko 190 ploča, uključujući još nekoliko izdanja Non-Stop Dancing. Donekle je i izmijenio formulu, dodajući različite pjesme iz različitih zemalja i žanrova. Imao je i gostujuće izvođače, kao što su Richard Clayderman i Astrud Gilberto, a u njegovoj uspješnoj televizijskoj seriji 1970-ih gosti su mu bili ABBA i Lynsey de Paul. U svojoj karijeri prodao je preko 100 milijuna albuma, a uspjeh prodaje očituje se u:
- 17 platinastih ploča
- 206 zlatnih ploča
- 6 zlatnih glazbenih kazeta
- 11 srebrnih ploča.

Njegovi koncerti i albumi neprekidno su bili uspješni, naročito u Velikoj Britaniji, gdje je između 1967. i 2003. imao 62 hit albuma. Nasuprot tome, imao je samo dva hit singla, The Seduction, tema iz filma Američki žigolo i Biscaya s istoimenog albuma. Iako Last pripisuje i zasluge za pjesmu The Lonely Shepherd, autor pjesme nije poznat, a Gheorghe Zamfir ju je izvodio 3 desetljeća prije no što ju je Quentin Tarantino uzeo za svoj film Kill Bill. Tek tada je Orkestar Jamesa Lasta načinio improvizirani snimak s Gheorgheom Zamfirom i uvrstio u glazbu za Tarantinov film (2003.).
Last je dobio mnogo nagrada i priznanja, uključujući i "Zvijezda godine" 1976. Billboard magazina i njemačku nagradu ECHO za životno djelo 1994.
James Last ima ogroman broj obožavatelja širom svijeta, a posebice u Europi. U veljači 2015. Last je najavio povlačenje sa scene i oproštajnu turneju. Posljednji koncert pod nazivom Non Stop Music James Last in Concert 2015. održao je 26. travnja 2015. u Kölnu.

## Diskografija
Produkcije Jamesa Lasta (Kao Hans Last, Orlando i James Last):
- Tricks in Rhythm (1959.)
- Die gab's nur einmal (1963.)
- Die gab's nur einmal (1964.)
- Musikalische Liebesträume (1965.)
- Continental Tango (1965.)
- Non Stop Dancing '65 (1965.)
- Hammond A Go Go (1965.)
- Non Stop Dancing '66 (1965.)
- Beat In Sweet (1965.)
- Ännchen von Tharau bittet zum Tanz (1966.)
- Trumpet A Go Go (1966.)
- Hammond A Go Go Vol.2 (1966.)
- Instrumentals Forever (1966.)
- Classics Up To Date (1966.)
- Non Stop Dancing '66/II (1966.)
- Midnight In December (1966.) (singl)
- Christmas Dancing (1966.)
- Sax A Go Go (1967.)
- Non Stop Dancing '67 (1967.)
- That's Life (1967.)
- Games That Lovers Play (1967.)
- Non Stop Dancing '67/2 (1967.)
- Trumpet A Go Go Vol. 2 (1967.)
- James Last Presents George Walker (1967.)
- Fanfare (1967.)
- Piano A Go Go (1968.)
- Guitar A Go Go (1968.)
- Humba Humba A Go Go (1968.)
- Non Stop Dancing '68 (1968.)
- Freddy Live (1968.) (koncert uživo s Freddyjem Quinnom)
- Trumpet A Go Go 3 (1968.)
- Non Stop Dancing 7 (1968.)
- Rock Around With Me! (1968.)
- Käpt’n James bittet zum Tanz (1968.)
- Sekai Wa Futari No Tameni (1968.) (samo u Japanu)
- Die Dreigroschenoper (1968.) (3 LP-box)
- Non Stop Dancing 8 (1969.)
- Hammond A Go Go 3 (1969.)
- Op klompen (1969.)
- Ännchen von Tharau bittet zum Tanz 2 (1969.)
- Hair (1969.)
- Non Stop Dancing 9 (1969.)
- Wenn suess das Mondlicht auf den Huegeln schlaeft (1969.)
- Happy Lehar (1969.)
- Non Stop Evergreens (1969.)
- Classics Up To Dat Vol.2 (1969.)
- Onders moeders paraplu (1969.)
- Golden Non Stop Dancing 10 (1970.) (jubilarno izdanje kao LP-Box)
- Around The World (1970.) (3 LP-Box)
- Beachparty (1970.)
- America Album (1970.) (promotivno izdanje — nije službeno izdano)
- With Compliments (1970.)
- Does His Thing (Happy Music) (1970.)
- Non Stop Dancing 11 (1970.)
- Käpt’n James bittet zum Tanz — Vol. 2 (1971.)
- In Scandinavia (1971.)
- Happyning (1971.)
- Non Stop Dancing 12 (1971.)
- Last Of Old England (1971.)
- Beachparty 2 (1971.)
- Non Stop Dancing 1972 (1971.) (Non Stop Dancing 13)
- Polka Party (1971.)
- In Concert (1971.)
- In Concert 2 (1971.)
- Music from Across the Way (1971.)
- Voodoo Party (1971.)
- Wenn die Elisabeth mit ... James Last (1972.)
- Non Stop Dancing 1972/2 (1972.)
- Love Must Be The Reason (1972.)
- Beachparty 3 (1972.)
- Russland zwischen Tag und Nacht (1972.)
- Polka Party II (1972.)
- Non Stop Dancing 1973 (1972.)
- Super Non-Stop Dancing (1972.)
- Classics (1973.)
- Sing mit (1973.)
- Happy Hammond (1973.)
- Non Stop Dancing 1973/2 (1973.)
- Beachparty 4 (1973.)
- Stereo Spectacular (1973.)
- Weihnachten & James Last (1973.)
- Käpt’n James auf allen Meeren (1973.)
- Non Stop Dancing 1974 (1973.)
- Sax and Violins A Go Go (1974.)
- Sing mit 2 (1974.)
- In Wien beim Wein (1974.)
- James Last Live (1974.) (2 LP-album)
- Non Stop Dancing 1974/2 (1974.)
- Beachparty 5 (1974.)
- Polka Party 3 (1974.)
- Violins In Love (1974.)
- Classics Up To Date 3 (1974.)
- Sing mit 3 (1975.)
- Non Stop Dancing 20 (jubilee-edition) (1975.) ("Non Stop Dancing '65" iznova snimljeno)
- In The Mood For Trumpets (1975.)
- Well Kept Secret (1975.)
- Tulpen uit Amsterdam (1975.)
- Rock Me Gently (1975.) (Samo u Engleskoj i Kanadi)
- Beachparty 6 (1975.)
- Mambo No. 5 And Other Loved Classics (1975.)
- Non Stop Dancing 1976 (1975.)
- Stars im Zeichen eines guten Sterns (1975.)
- Sing mit 4 (1976.)
- Freut Euch des Lebens (1976.)
- Happy Summer Night (1976.)
- Non Stop Dancing 1976/2 (1976.)
- Happy Marching (1976.)
- Classics Up To Date 4 (1976.)
- Non Stop Dancing 1977 (1976.)
- Sing mit 5 (1976.)
- James Last spielt Robert Stolz (1977.)
- Non Stop Dancing 1977/2 (1977.)
- Western Party And Square Dance (1977.)
- Russland Erinnerungen (1977.)
- Sing mit 6 – von Hamburg bis Mexico (1977.)
- Non Stop Dancing 78 – Folge 25 (1978.)
- Live In London (1978.)
- World Hits (1978.)
- Classics Up To Date 5 (1978.)
- New Non Stop Dancing '79 (1978.)
- Copacabana – Happy Dancing (1979.)
- James Last And The Rolling Trinity (1979.)
- Non Stop Hansi (1979.) (povodom njegovog 50. rođendana — nije za prodaju)
- Hereinspaziert zur Polka Party (1979.)
- Paintings (1979.) (Samo u Japanu)
- Live in Tokyo (1979.)
- Ein festliches Konzert zur Weihnachtszeit (1979.)
- The Non Stop Dancing Sound Of The 80's (1979.)
- Sing mit 7 – Die Party für das ganze Jahr (1980.)
- Romantische Träume (1980.)
- Seduction (1980.)
- Caribbean Nights (1980.)
- Non Stop Dancing '81 (1980.)
- Rosen aus dem Süden (1980.)
- Die schönsten Melodien der letzten 100 Jahre (1980.)
- Sing mit 8 … und ab geht die Feuerwehr! (1981.)
- Ännchen von Tharau bittet zum Träumen (1981.)
- Tango (1981.)
- Hansimania (1981.)
- Non Stop Dancing ’82 – Hits Around The World (1982.)
- Sing mit 9 – Lass’ die Puppen tanzen (1982.)
- Jahrhundertmelodien (1982.)
- Biscaya (1982.)
- Nimm mich mit Käpt’n James auf die Reise (1982.)
- Paradiesvogel (1982.)
- Sing mit 10 – Wir wollen Spass! (1982.)
- Non Stop Dancing '83 – Party Power (1983.)
- Erinnerungen (1983.)
- James Last spielt die grössten Songs von The Beatles (1983.)
- The Rose Of Tralee (1983.)
- Superlast (1983.)
- Classics Up To Date Vol.6 (1984.)
- James Last im Allgäu (In The Alps) (1984.)
- Paradiso (1984.)
- James Last At St. Patrick's Cathedral, Dublin (1984.)
- James Last in Scotland (1984.)
- Non Stop Dancing '85 (1984.)
- Grenzenloses Himmelblau (1985.)
- Für alle! (Leave the best to Last) (1985.)
- Viva Vivaldi (1985.)
- Swing mit (1985.)
- Deutsche Vita (1986.)
- In Ireland (1986.)
- Plus (James Last & Astrud Gilberto) (1986.)
- Traumschiff-Melodien (1986.)
- Alles hat ein Ende nur die Wurst hat zwei (1987.)
- James Last in Holland (1987.)
- James Last spielt Bach (1987.)
- The Berlin-Concert ’87 (1987.)
- Lorentz & Soehne (1988.)
- Flute Fiesta (James Last & Berdien Stenberg) (1988.)
- Dance, Dance, Dance (1988.)
- James Last spielt Mozart (1988.)
- Happy Heart (1989.)
- Wir spielen wieder Polka (1989.)
- Lieder (James Last & René Kollo) (1989.)
- Classics By Moonlight (1990.)
- James Last in Holland 2 (1990.)
- Traummelodien (James Last & Richard Clayderman) (1990.)
- Pop Symphonies (1991.)
- Serenaden (James Last & Richard Clayderman) (1991.)
- Viva España (1992.)
- Country Cousins (1992.)
- James Last in Holland 3 (1992.)
- Frieden (Peace) (1992.)
- James Last spielt Andrew Lloyd Webber (1993.)
- Christmas Eve (James Last & Engelbert Humperdinck) (1994.)
- Dein ist mein ganzes Herz (James Last & Milva) (1994.)
- In Harmony (James Last & Richard Clayderman) (1995.)
- Beach Party ’95 (1995.)
- My Soul – Best of Motown (1995.)
- Classics From Russia (1996.)
- Macarena (1996.)
- Pop Symphonies 2 (1997.)
- Classics Up To Date 8 (1998.)
- Country Roads (1998.)
- The Best of Live on Tour (1998.)
- James Last & Friends (1998.)
- Best of Kapt'n James (1998.)
- Happy Birthday (1999.)
- Concerts (1999.)
- Gentleman Of Music (2000.)
- Ocean Drive (2001.)
- James Last Plays ABBA (2001.)
- A World Of Music (2002.)
- New Party Classics (2002.)
- Elements Of James Last Vol.1 (2004.)
- They Call Me Hansi (2004.)
- Die schönsten TV- und Filmmelodien (2006.)
- Live in Europe (2006.)
- Warum Maenner nicht zuhoeren und Frauen schlecht einparken (soundtrack) (2007.)
- James Last In Los Angeles (Well Kept Secret 1975.) (2008.)
- James Last — Live At The Royal Albert Hall (izdano na 1 i 2 CD-a) (2008.)
- Eighty Not Out (izdano na 3 CDa) (2010.)
- Music is My World (2011.)

## Vanjske poveznice
- Službena stranica  Arhivirana inačica izvorne stranice od 25. listopada 2020. (Wayback Machine) (de)
- James Last | The famous German composer
- James Last Benelux Club (nl, fr, en, de)
- Članak o jamesu lastu u Billboard magazinu, 19. svibnja 1973. (en)